# Frank Smilgies

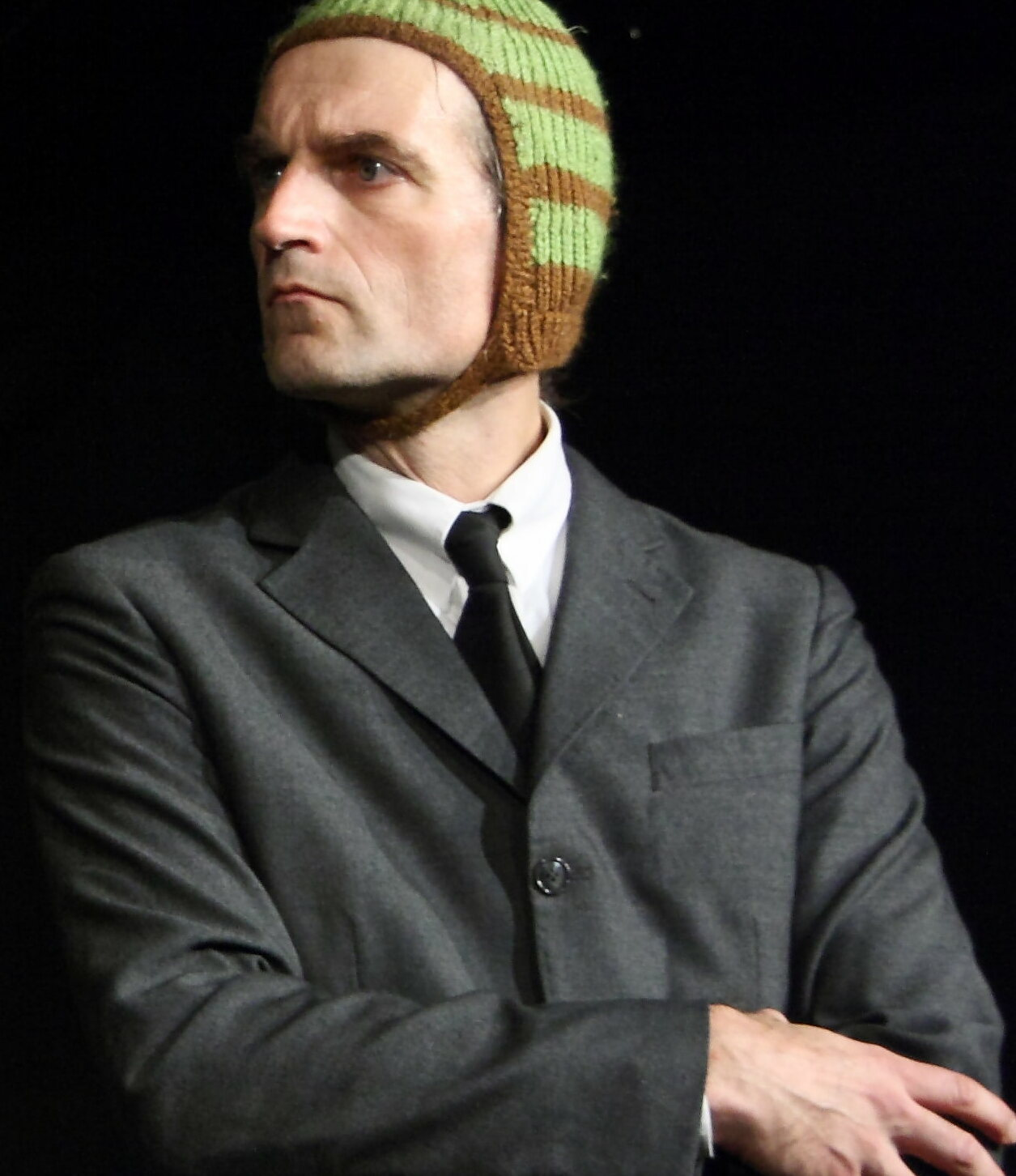
Frank Smilgies (2011)

Frank Smilgies (* 1967 in Celle) ist ein deutscher Kabarettist, Schauspieler und Synchronsprecher. Er wurde ab 2001 gemeinsam mit Sebastian Rüger durch das Theaterduo Ulan & Bator einem breiten Publikum bekannt. Er tritt außerdem als fiktive Bühnenfigur des Gordon Brettsteiger auf.

## Leben
Smilgies wurde 1967 in Celle geboren. Er erwarb sein Abitur an einem Gymnasium in Großburgwedel und studierte von 1990 bis 1994 Schauspiel an der Folkwang Universität der Künste. Während dieser Zeit lernte er Sebastian Rüger kennen, mit dem er 2001 das Theaterduo Ulan & Bator gründete und auf Tour ging. Anfang der 1990er Jahre begann er, in verschiedenen Stücken auf unterschiedlichen Theaterbühnen zu spielen. Er verkörperte 1993 im Shakespeare-Stück Ein Sommernachtstraum mit der Rolle des Lysander eine der Hauptrollen des Stückes. Regie führte der britische Theater- und Opernregisseur Brian Michaels. Im Folgejahr spielte Smilgies im Stück Meschugge vor Hoffnung in den Hamburger Kammerspielen erneut unter der Regie von Michaels. Im selben Jahr spielte er in Die Räuber die Rolle des Grimm am Theater Bremen und außerdem in Ein schwarzer Pole als Zcygmynd im Stadttheater Gießen. In Gießen spielte er im folgenden Jahr im Stück Die Stunde... mit. Zusätzlich war er 1995 im Stück Ronja Räubertochter als Glatzen-Per im Theater Oberhausen zu sehen. 1996 war er in der Rolle des Mercutio im Stück Romeo und Julia erneut am Theater Oberhausen zu sehen. Thomas Goritzky führte in beiden Stücken die Regie.
Seit Ende der 1990er Jahre tritt Smilgies in Film- und Fernsehproduktionen auf. So wirkte er 1998 im Kinofilm Fräulein Julie und im Fernsehfilm Sieben Tage bis zum Glück mit. Es folgten Episodenrollen in zwei Episoden der RTL-Fernsehserie Alarm für Cobra 11 – Die Autobahnpolizei und in einer Episode von Der Clown. Von 2019 bis 2020 war er in der Comedy-Sendung Zärtlichkeiten im Bus als Drehbuchautor und Regisseur tätig und war ebenfalls in einer Episode als Schauspieler zu sehen.
Seit 2001 tritt er mit Rüger als Teil des Theaterduos Ulan & Bator auf. Markenzeichen der beiden sind Strickmützen sowie die auf zwei Stühle reduzierten Requisiten. Neben seiner dortigen Tätigkeit ist er auch in der Rolle des Gordon Brettsteiger als Solokünstler unterwegs. In dieser Rolle trat er unter anderen auf Bühnen wie dem Kom(m)ödchen auf. 2015 gehörte er zum Ensemble der Münchner Lach- und Schießgesellschaft.

## Theater (Auswahl)
- 1993: Ein Sommernachtstraum, Regie: Brian Michaels, Rheinisches Landestheater Neuss
- 1994: Meschugge vor Hoffnung, Regie: Brian Michaels, Kammerspiele Hamburg
- 1994: Die Räuber, Regie: H. G. Heyme, Theater Bremen
- 1994: Ein schwarzer Pole, Regie: C. Benkelmann, Stadttheater Gießen
- 1995: Die Stunde..., Regie: B. u. J. Esser, Stadttheater Gießen
- 1995: Ronja Räubertochter, Regie: Thomas Goritzky, Theater Oberhausen
- 1996: Romeo und Julia, Regie: Thomas Goritzky, Theater Oberhausen

## Filmografie (Auswahl)

### Schauspiel
- 1998: Fräulein Julie
- 1998: Sieben Tage bis zum Glück (Fernsehfilm)
- 1999: Alarm für Cobra 11 – Die Autobahnpolizei (Fernsehserie, Episode 4x14)
- 2001: Der Clown (Fernsehserie)
- 2001: Alarm für Cobra 11 – Die Autobahnpolizei (Fernsehserie, Episode 7x01)
- 2020: Zärtlichkeiten im Bus (Fernsehserie, Episode 8x01)
- 2024: Servus, Euer Ehren – Endlich Richterin (Fernsehfilm)

### Schaffender
- 2019–2020: Zärtlichkeiten im Bus (Fernsehserie; 5 Episoden als Regisseur; 4 Episoden als Drehbuchautor)

## Synchronisationen (Auswahl)
- 1998: Ende der Geduld (Une minute de silence)
- 1999–2000: Dragon Ball (ドラゴンボール, Doragon Bōru, Zeichentrickserie, 2 Episoden, verschiedene Rollen)
- 2011: Star Wars: The Old Republic (Computerspiel)